# Kanton Saint-Paul-de-Fenouillet
Saint-Paul-de-Fenouillet is een voormalig kanton van het Franse departement Pyrénées-Orientales. Het kanton maakte deel uit van het arrondissement Perpignan. Het werd opgeheven bij decreet van februari 2014 met uitwerking op maart 2015. Alle gemeenten werden opgenomen in het nieuwe kanton La Vallée de l'Agly.

## Gemeenten
Het kanton Saint-Paul-de-Fenouillet omvatte de volgende gemeenten:
- Ansignan
- Caudiès-de-Fenouillèdes
- Fenouillet
- Fosse
- Lesquerde
- Maury
- Prugnanes
- Saint-Arnac
- Saint-Martin
- Saint-Paul-de-Fenouillet (hoofdplaats)
- Vira